# Petr Kelemen
Pour les articles homonymes, voir Kelemen.
Petr Kelemen, né le 18 novembre 2000, est un coureur cycliste tchèque. Son frère aîné Pavel est aussi coureur cycliste.

## Biographie
En 2020, il rejoint l'équipe de développement de la formation WorldTour CCC.

## Palmarès sur route

### Par année
- 2018
  -  Champion de République tchèque sur route juniors
  - 2e du championnat de République tchèque du contre-la-montre juniors
- 2020
  - 2e du championnat de République tchèque du contre-la-montre espoirs
- 2021
  - 3e du Dookoła Mazowsza

### Classements mondiaux
| Année                                 | 2019  | 2020 | 2021 | 2022 | 2023 | 2024  |
| ------------------------------------- | ----- | ---- | ---- | ---- | ---- | ----- |
| Classement mondial                    | 2029e | 954e | 897e | 533e | 868e | 2385e |
| UCI Europe Tour                       | 1328e | 746e | 686e | 420e | nc   | nc    |
|                                       |       |      |      |      |      |       |
| Légende : nc = non classéSource : UCI |       |      |      |      |      |       |

## Palmarès sur piste

### Championnats nationaux
- 2017
  -  Champion de République tchèque de l'omnium juniors
- 2019
  -  Champion de République tchèque de scratch
  -  Champion de République tchèque de poursuite par équipes (avec Nicolas Pietrula, Jan Kraus et Matyáš Janoš)
  -  Champion de République tchèque de l'omnium